# 史诏墓
29°46′8.64″N 121°43′0.25″E / 29.7690667°N 121.7167361°E
史诏墓是南宋丞相史浩祖父、越国公史诏的墓葬，位于浙江省宁波市鄞州区境内的东钱湖镇绿野村响铃山。墓葬长53米，部分石像生尚存，为东钱湖周边最早的南宋带石像生墓道，墓道中的一把石椅为中国家具史的重要佐证。2001年，墓道作为东钱湖石刻的一部分被列入全国重点文物保护单位。

## 历史
史诏为南宋丞相史浩的祖父，为尽孝绝意仕途，被宋徽宗敕封为“八行高士”。南宋建炎三年（1129年）史诏去世后，葬于今东钱湖下水绿野岙，墓葬靠近母亲叶氏的墓葬。明代时，危素为墓葬作墓表:79。1966年文化大革命开始后，墓室毁于破四旧的运动中，石羊头部缺损。1974年，因“农业学大寨”的运动，墓道石柱、碑亭及墓道台阶遭到毁坏，一把石椅也被毁，至1982年仅存11件石刻:18。第二次全国文物普查期间，包括史诏墓在内的墓葬被登记造册。

## 形制
史诏墓位于今绿野村响铃山南坡，呈西南-东北向，自墓道至墓室依次升高。墓道长41米，宽4米，自南向北的石像生依次有跪羊、蹲虎、站马、武将、文臣各一对，其中一只跪羊头部缺失。文臣后原有石椅一对，仅存一把。墓道后为墓穴，宽14米，深12米，墓穴毁于文化大革命，曾出土“徐氏夫人墓志”。
史诏墓建造年代在东钱湖墓道石刻中属于南宋早期，墓前石像生较小，且雕刻风格较粗，石像造型呆板，反映南宋初年经济疲弱的现实。石像生中，一对石羊长1米，高1.2米，体态较为丰满，其中一只头部不知去向。石羊后0.7米为一对石虎，为蹲踞状，双腿粗大，石质已有部分风化。石羊后0.9米为一对石马，长1.6米，高1.1米，头部刻有马衔，马鞍旁有七条垂带，中间的垂带上系有马镫。石马后3.3米为一对武将，高2.3米，头戴头盔，佩戴人字形纹铠甲，双手持剑拄地。武将后有一对文臣，高2.11米，穿袍，双手执笏:31-35。
文臣后2.4米原有一对石椅，其中一把毁于文化大革命，仅存一把。该椅高1.1米，最宽处55.5厘米，下有脚踏长42.5厘米，宽14.5厘米，高13厘米:34。石椅由一块完整的梅园石雕琢而成，中部实心，只在外围雕刻轮廓。为减少镂空，石椅被雕刻为悬挂椅披的样式。石椅后腿上端两侧有断痕，说明此部分曾被破坏。据学者推测，该石椅是一把当时上流社会使用的挂灯椅，在已发现文物中十分罕见，为研究南宋椅类提供了重要的参照，被命名为“宁波宋椅”。

## 保护
1997年8月，史诏墓以“东钱湖石刻群”的名义列入浙江省文物保护单位:459，2001年升格为第五批全国重点文物保护单位。墓道两侧10米、石羊向南12米及墓室北端10米围成的区域被划定为保护范围。当地政府对墓葬群实施24小时电子监控以防止盗窃和破坏文物。

## 图片

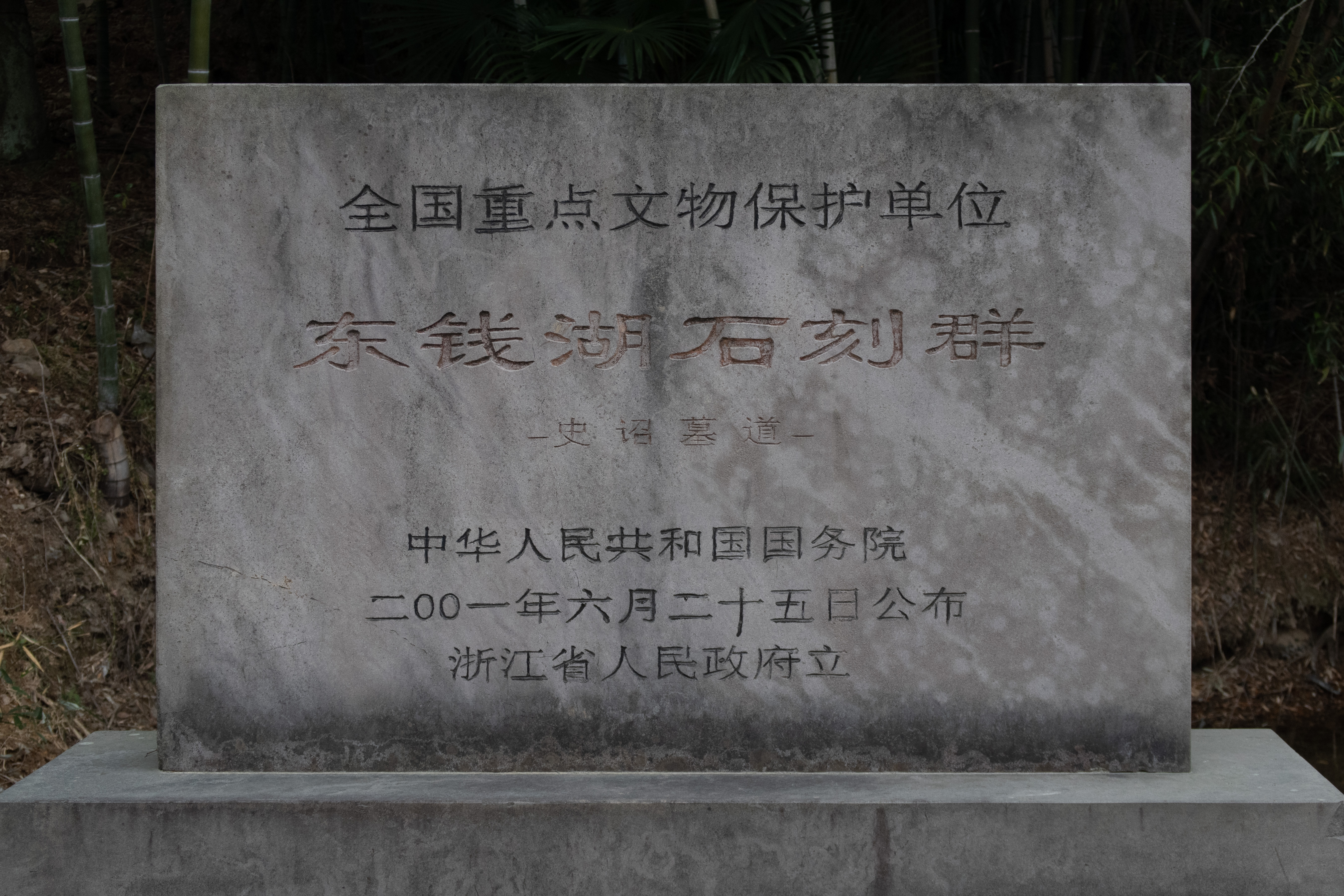
文物保护碑
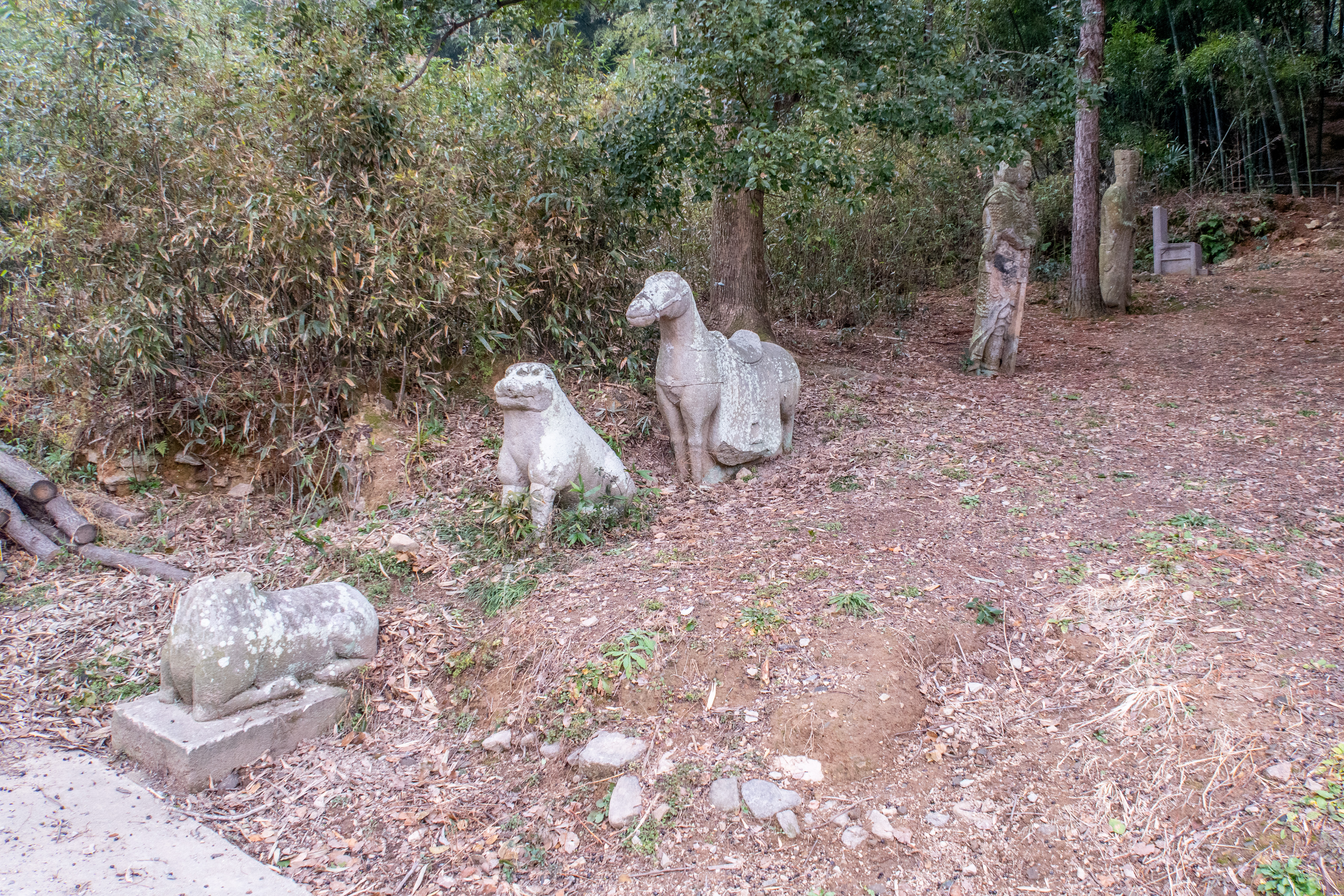
西侧石刻，石椅为复制品
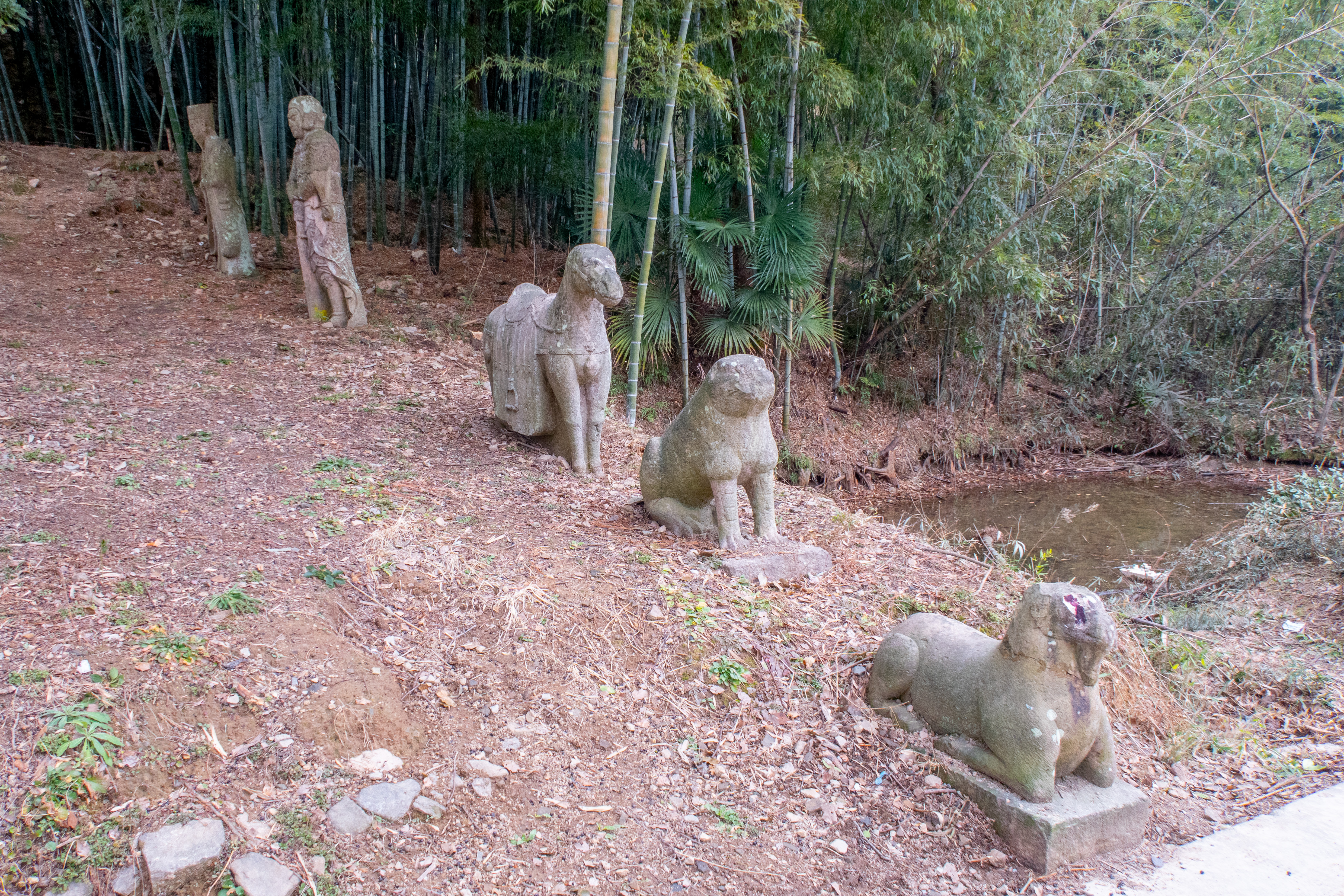
东侧石刻
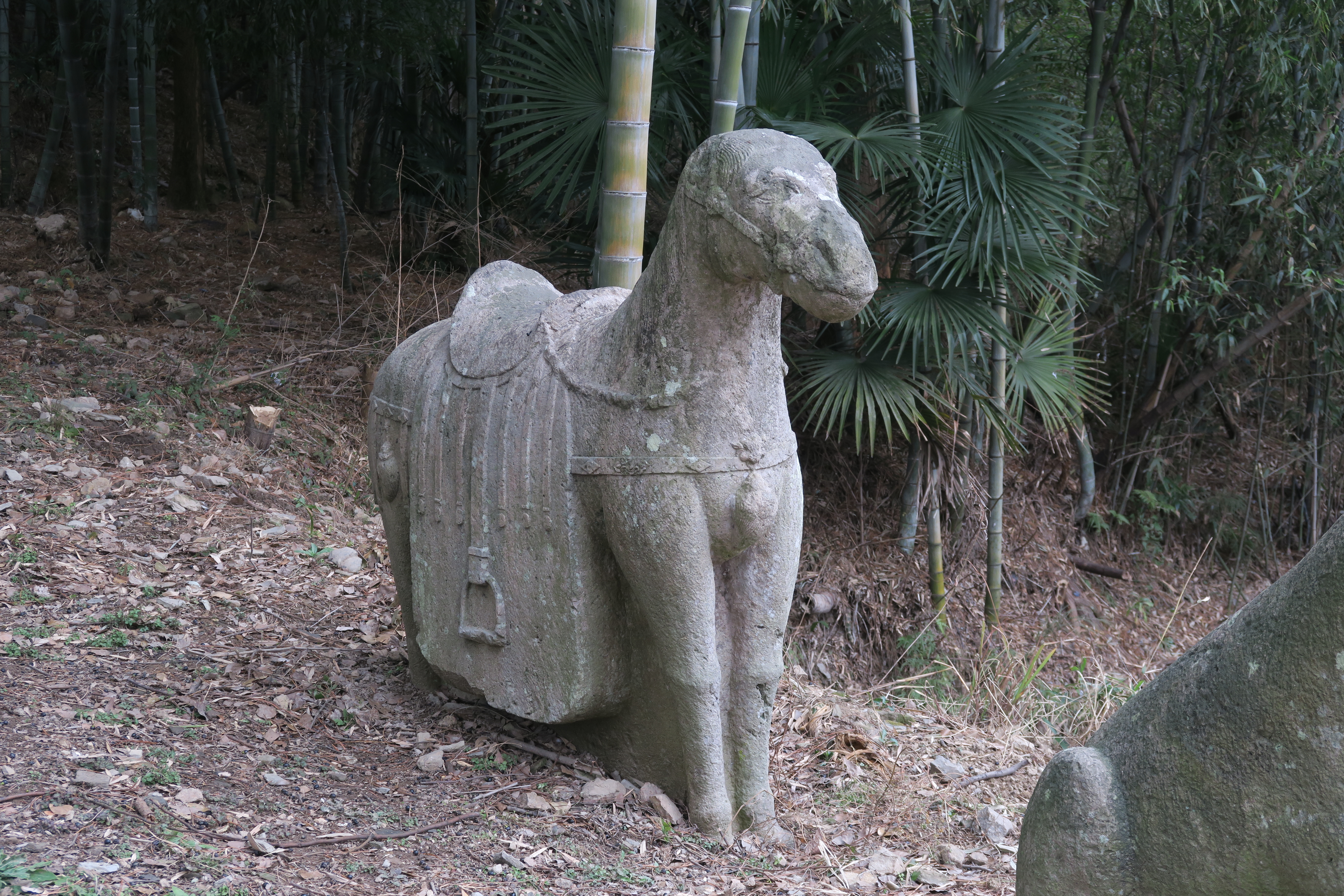
石马
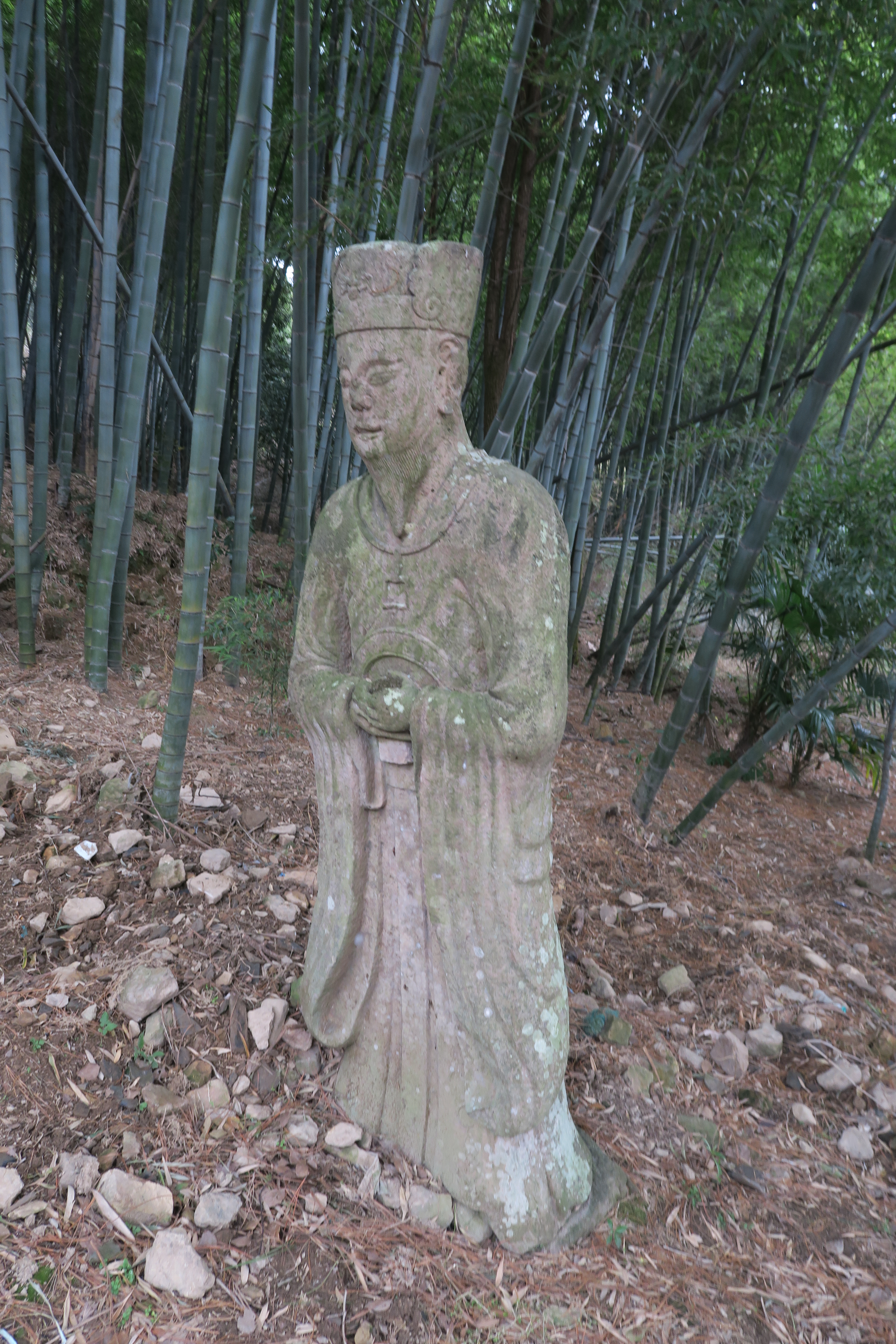
文臣
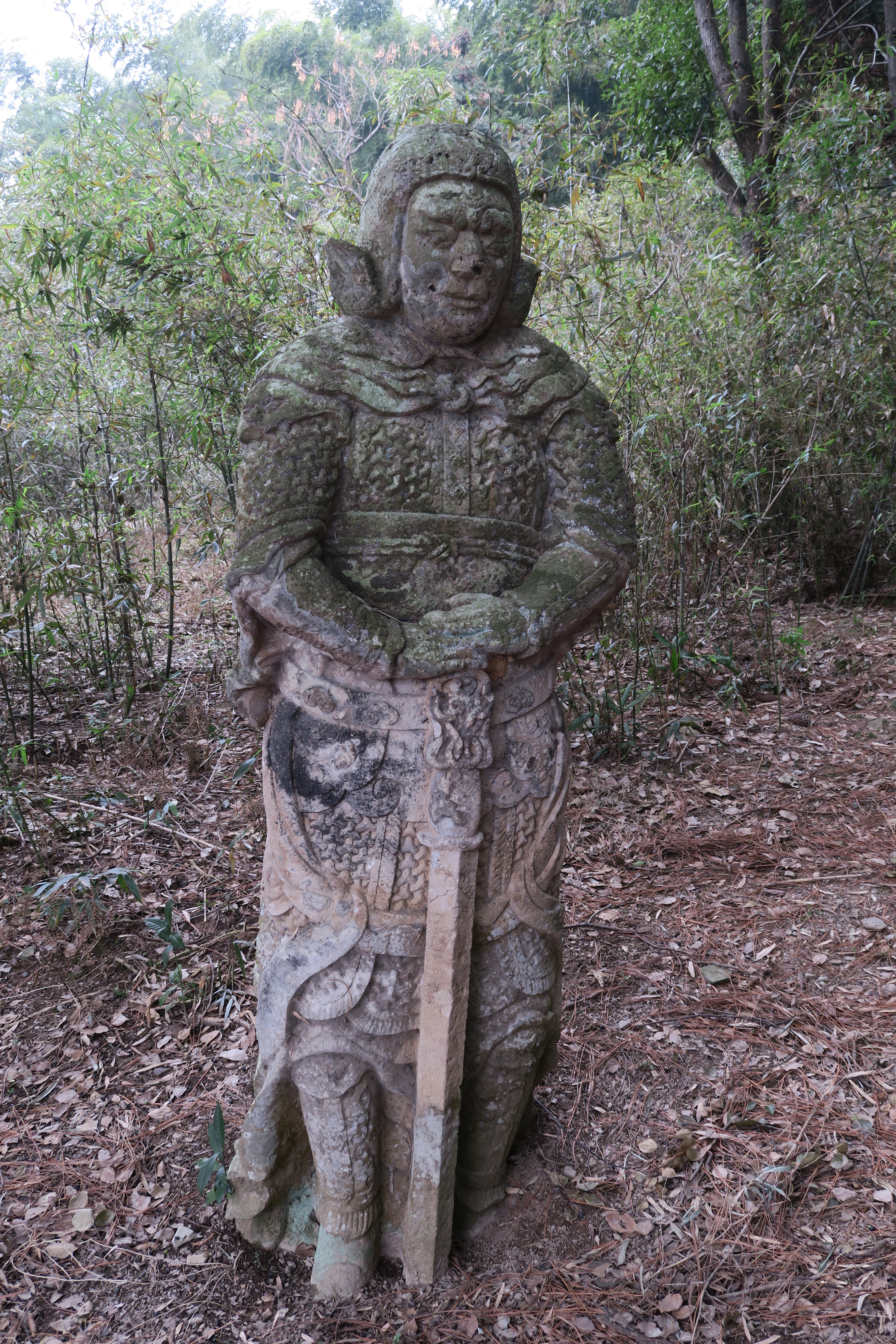
武将
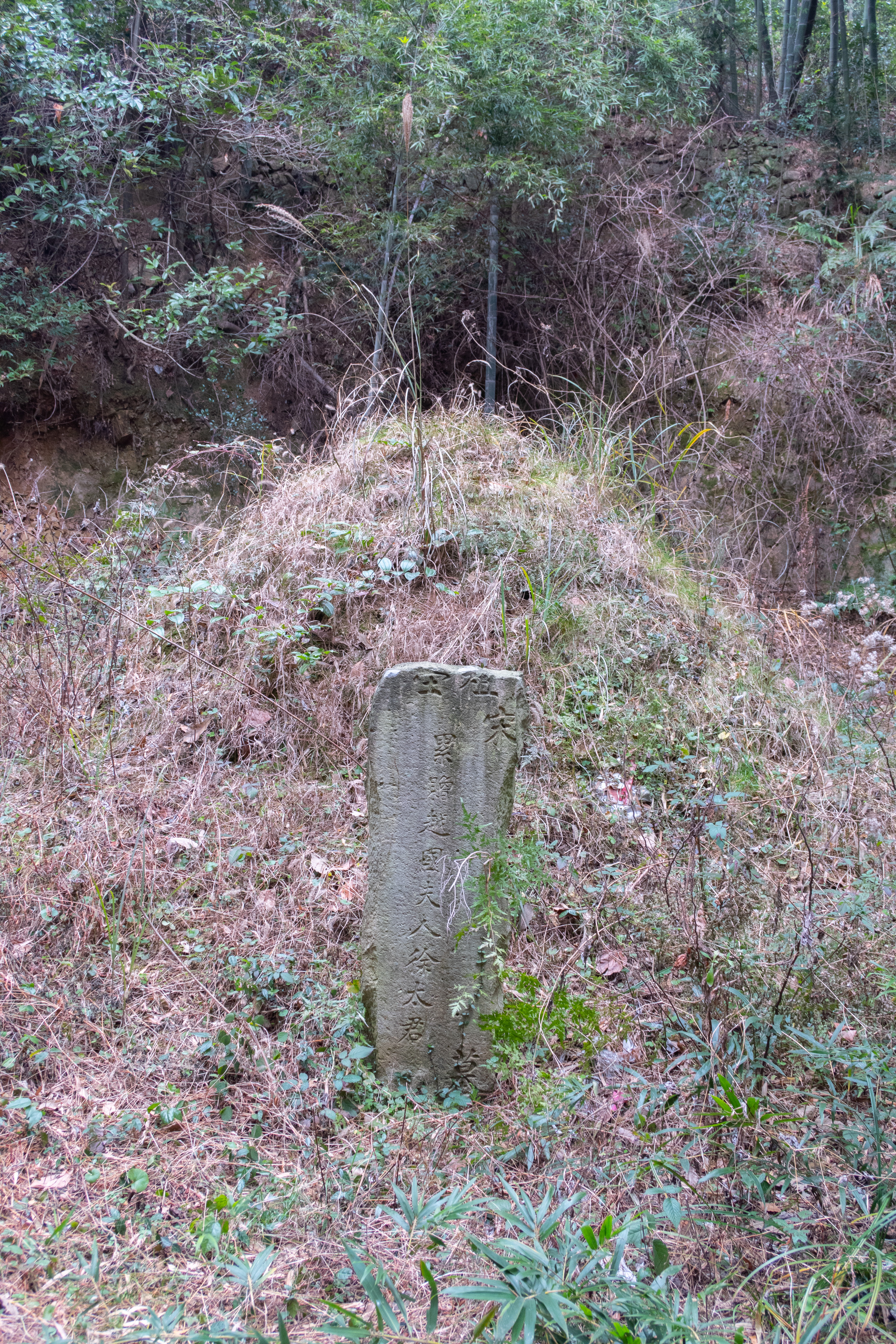
残碑及坟丘